# Population fermée
Une population fermée est une population dont les variations d'effectifs ne sont soumises qu'aux naissances et décès. Cette population ne connaît donc ni émigration, ni immigration. 
D'un point de vue génétique, il n'y a pas de flux de gènes avec une autre population , on assiste donc a un processus de spéciation.
La croissance de l'effectif est le résultat  final entre deux facteurs : mortalité et natalité. Selon l'équilibre entre ces facteurs, cette population peut être qualifiée de quasi stable.